# Giải Video âm nhạc của MTV năm 2018
Giải Video âm nhạc của MTV lần thứ 35 năm 2018 được tổ chức vào ngày 20 tháng 8 năm 2018 (giờ Mỹ) tại Radio City Music Hall, New York, Mỹ. Cardi B là nghệ sĩ có nhiều đề cử nhất của năm với 12 đề cử.

## Đề cử và thắng giải
Hầu hết đề cử cho các hạng mục được MTV công bố vào ngày 16 tháng 7 năm 2018. Cardi B có 12 đề cử, Beyoncé có 9, Jay-Z có 8, trong khi Childish Gambino và Drake cùng có 7 đề cử.
Các đề cử chiến thắng được in đậm.

### Video của năm
- Camila Cabello (với Young Thug) — "Havana"
- The Carters — "Apeshit"
- Childish Gambino — "This Is America"
- Drake — "God's Plan"
- Ariana Grande — "No Tears Left to Cry"
- Bruno Mars (với Cardi B) — "Finesse (Remix)"

### Nghệ sĩ của năm
- Camila Cabello
- Cardi B
- Drake
- Ariana Grande
- Post Malone
- Bruno Mars

### Bài hát của năm
- Post Malone (với 21 Savage) – "Rockstar"
- Camila Cabello (với Young Thug) – "Havana"
- Drake – "God's Plan"
- Dua Lipa – "New Rules"
- Bruno Mars (với Cardi B) – "Finesse (Remix)"
- Ed Sheeran – "Perfect"

### Nghệ sĩ mới xuất sắc nhất
- Cardi B
- Bazzi
- Chloe x Halle
- Hayley Kiyoko
- Lil Pump
- Lil Uzi Vert